# Maison Henri IV (Auch)
La maison Henri IV est un édifice situé dans la ville d'Auch, dans l'Occitanie dans le Gers.

## Histoire
La porte sur rue et l'escalier intérieur sont inscrits au titre des monuments historiques par arrêté du 20 décembre 1945.
La maison fut sans doute construite pour un négociant et fut modifiée. L'édifice conserve sa façade sur rue avec son arc en plein cintre qui correspond à l'ancienne boutique ainsi que la porte de style XVIe siècle. 
Henri de Navarre aurait demeuré dans cet immeuble en 1578 avec Catherine de Médicis et Marguerite de Valois.  

## Description
Trois murs constituent l'escalier disposant des portes d'appartements ainsi qu'un noyau central échancré. 

La construction dispose de deux culs-de-lampe constitués par des anges phylactères soutenus par un arc surbaissé mouluré, un fragment de fût de colonne de marbre blanc subsiste proche du seuil, le rez-de-chaussée est en pierre, les balustres sont décorés d'un profil datant de la fin du règne de Louis XIII ou au début de celui de Louis XIV et les deux derniers étages imitent l'aménagement du rez-de-chaussée avec un matériau en bois.

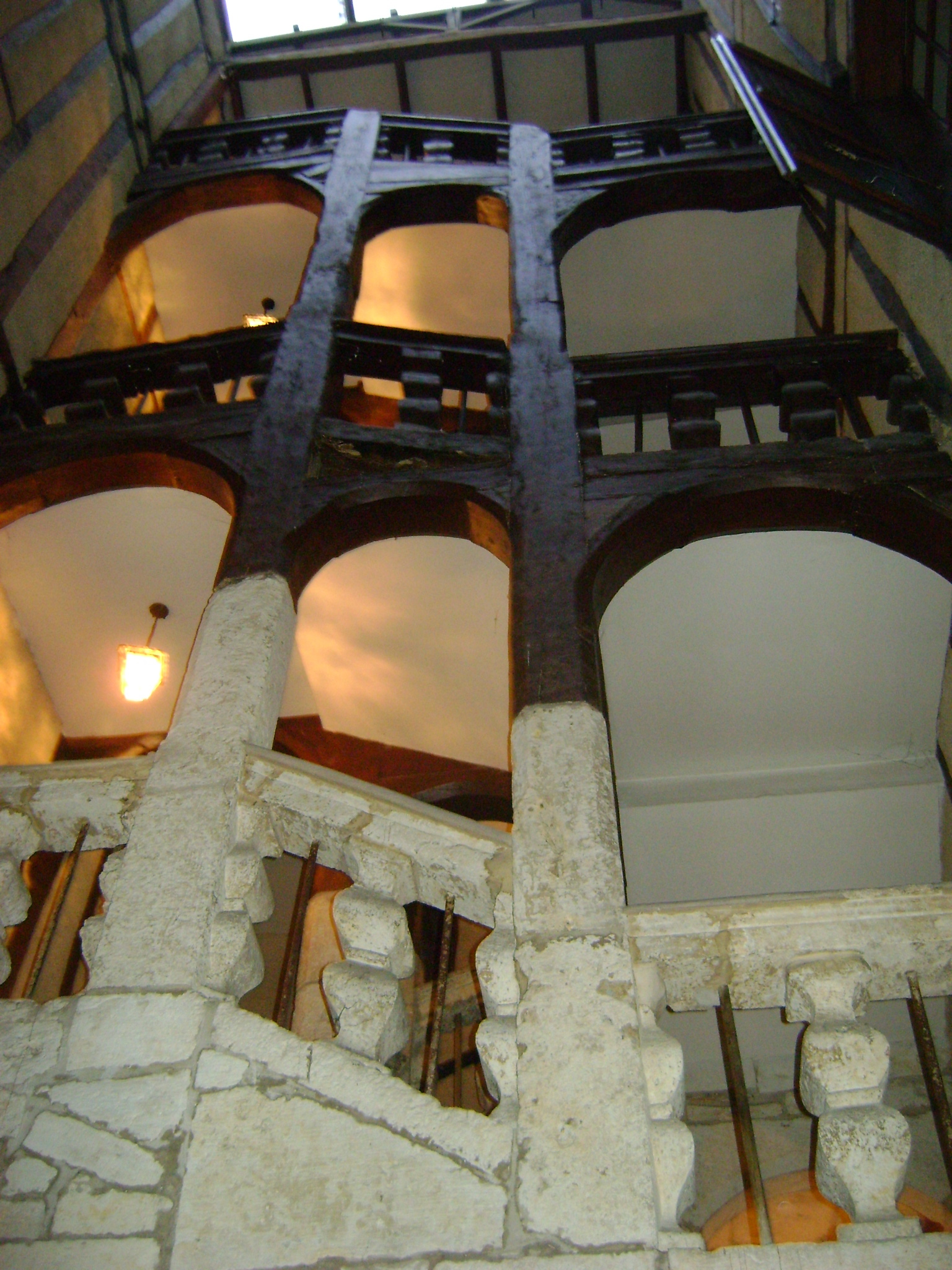
Escalier intérieur.
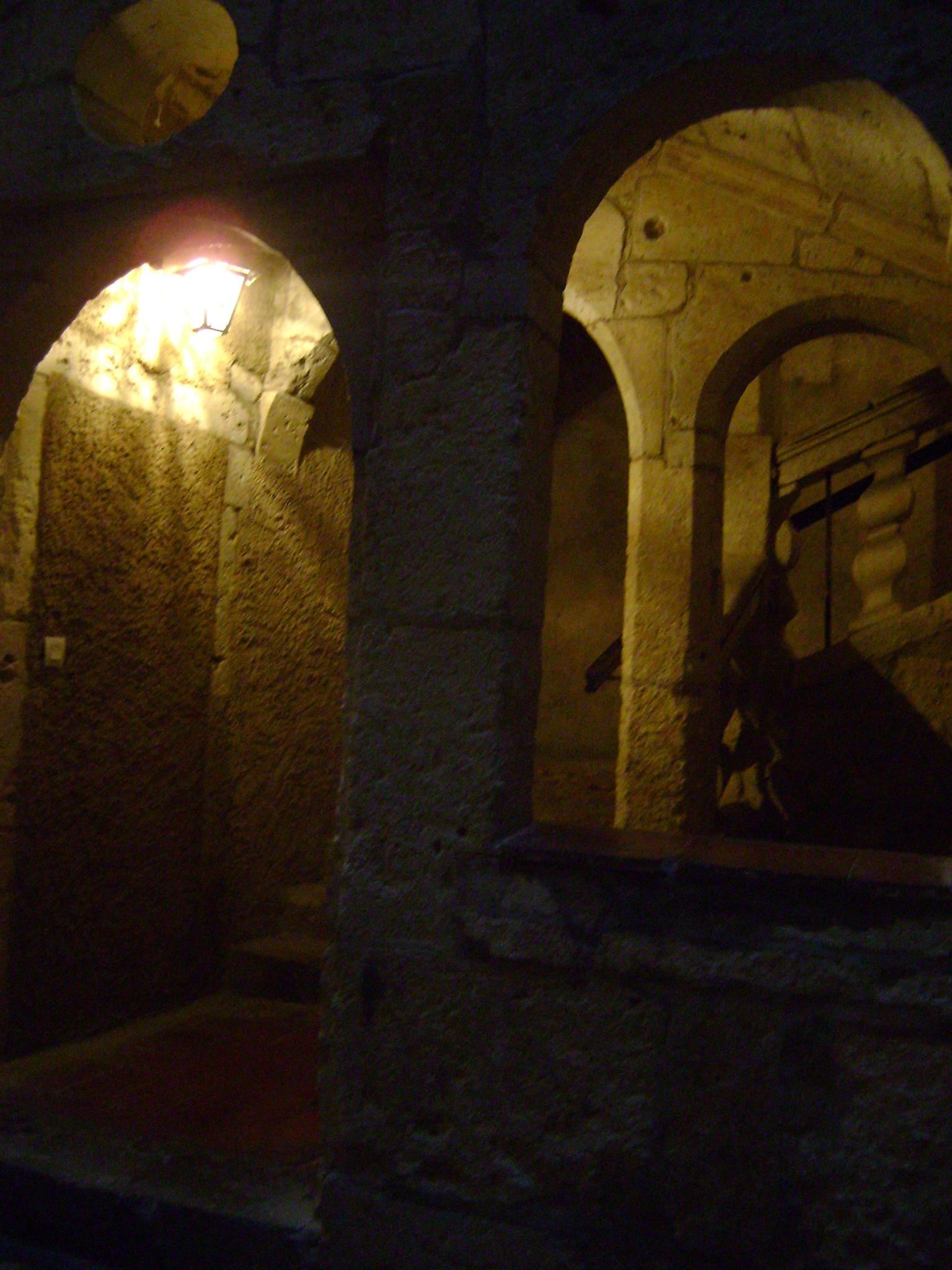